# Пам'ятки історії Бойківського району
У Тельманівському районі Донецької області на обліку перебуває 48 пам'яток історії.
| № пп | Охорон. номер | Найменування пам'ятки                                                                                        | Місцезнаходження пам'ятки                                                                 | Рік встановлення                  | Автор                 | Рішення              |
| ---- | ------------- | --- | ----------------------------------------------------------------------------------------- | --------------------------------- | --------------------- | -------------------- |
| 1.   | 1655          | Братська могила радянських воїнів Південного фронту і пам'ятник односельчанам.                               | смт Тельманове, вул. Леніна,                                                              | 1970 р.                           | -                     | 17.12.1969 р. № 724  |
| 2.   | 1657          | Пам'ятник В. І. Леніну                                                                                       | смт Тельманове, вул. Леніна.                                                              | 1969 р.                           | -                     | 17.12.1969 р. № 724  |
| 3.   | 3106          | Могила Зеленюка С. М, воїна-афганця, рядового.                                                               | смт Тельманове, цвинтар.                                                                  | 1986 р.                           | -                     | 14.07.1993 р. № 419  |
| 4.   | 1652          | Братська могила радянських воїнів Південного фронту.                                                         | смт Тельманове, вул. Чкалова, цвинтар.                                                    | 1958 р.                           | -                     | 17.12.1969 р. № 724  |
| 5.   | 1619          | Братська могила радянських воїнів і патріотів.                                                               | Андріївська сел/р, смт Андріївка, вул. Калініна, парк.                                    | 1959 р.                           | -                     | 17.12.1969 р. № 724  |
| 6.   | 3105          | Могила Колеснікова В. І, воїна-афганця, рядового.                                                            | Андріївська сел/р, смт Андріївка, цвинтар.                                                | 1981 р.                           | -                     | 14.07.1993 р. № 419  |
| 7.   | 1971          | Пам'ятник на честь 25-річчя звільнення Донбасу від німецько-фашистських загарбників.                         | Андріївська сел/р, с-ще Бахчовик, вул. Центральна, сквер.                                 | 1968 р.                           | -                     | 19.04.1983 р. № 280р |
| 8.   | 1616          | Братська могила партизанів громадянської війни, радянських воїнів і пам'ятник односельчанам.                 | Гранітненська с/р, с. Гранітне, перехрестя вул. Р.Люксембург і вул. Радянської, сквер.    | 1969 р.                           | -                     | 17.12.1969 р. № 724  |
| 9.   | 1620          | Братська могила радянських воїнів Південного фронту.                                                         | Гранітненська с/р, с. Старомар'ївка, центр.                                               | 1956 р.                           | -                     | 17.12.1969 р. № 724  |
| 10.  | 1622          | Братська могила радянських воїнів Південного фронту.                                                         | Заможненська с/р, с. Заможне, західна околиця села.                                       | 1961 р.                           | -                     | 17.12.1969 р. № 724  |
| 11.  | 1621          | Братська могила радянських воїнів Південного фронту.                                                         | Заможненська с/р, с. Заможне, центр.                                                      | 1961 р. рек. 1983 р.              | -                     | 17.12.1969 р. № 724  |
| 12.  | 1623          | Братська могила радянських воїнів Південного фронту.                                                         | Заможненська с/р, с. Орлівське, центр.                                                    | 1950 р. рек. 1983 р.              | -                     | 17.12.1969 р. № 724  |
| 13.  | 1624          | Братська могила радянських воїнів Південного фронту.                                                         | Заможненська с/р, с. Федорівка, цвинтар.                                                  | 1965 р. рек. 1983 р.              | -                     | 17.12.1969 р. № 724  |
| 14.  | 1629          | Пам'ятник на честь 25-річчя визволення Донбасу від німецько-фашистських загарбників.                         | Коньківська с/р, с. Конькове, південна околиця села.                                      | 1968 р.                           | -                     | 17.12.1969 р. № 724  |
| 15.  | 1627          | Братська могила радянських воїнів і пам'ятник односельчанам.                                                 | Коньківська с/р, с. Конькове, сквер в центре села.                                        | 1962 р.                           | -                     | 13.10.1971 р. № 481  |
| 16.  | 1630          | Братська могила радянських воїнів Південного фронту.                                                         | Коньківська с/р, с. Октябрське, цвинтар.                                                  | 1956 р. рек. 1984 р.              | -                     | 17.12.1969 р. № 724  |
| 17.  | 1628          | Братська могила радянських воїнів Південного фронту.                                                         | Коньківська с/р, с. Самсонове, північна частина села.                                     | 1956 р.                           | -                     | 17.12.1969 р. № 724  |
| 18.  | 1631          | Братська могила радянських воїнів Південного фронту.                                                         | Коньківська с/р, с. Самсонове, центр села.                                                | 1956 р. рек. 1962 р. рек. 1995 р. | -                     | 13.10.1971 р. № 481  |
| 19.  | 1625          | Братська могила радянських воїнів Південного фронту.                                                         | Кузнецово-Михайлівська с/р, с. Кузнецово- Михайлівка, східна околиця села.                | 1958 р.                           | -                     | 17.12.1969 р. № 724  |
| 20.  | 1617          | Могила Петренка А. С., сільського активіста.                                                                 | Кузнецово-Михайлівська с/р, с. Кузнецово- Михайлівка, східна околиця села.                | 1925 р.                           | -                     | 17.12.1969 р. № 724  |
| 21.  | 1626          | Братська могила радянських воїнів Південного фронту.                                                         | Кузнецово- Михайлівська с/р, с. Котлярівське, за 0,5 км південніше від села.              | 1958 р.                           | -                     | 17.12.1969 р. № 724  |
| 22.  | 1632          | Братська могила радянських воїнів Південного фронту.                                                         | Луківська с/р, с. Лукове, центрсела.                                                      | 1957 р.                           | -                     | 17.12.1969 р. № 724  |
| 23.  | 1634          | Братська могила радянських воїнів Південного фронту.                                                         | Луківська с/р, с. Миколаївка, центр села.                                                 | 1958 р.                           | -                     | 17.12.1969 р. № 724  |
| 24.  | 1633          | Братська могила радянських воїнів і пам'ятник односельчанам.                                                 | Луківська с/р, с. Тавричеське, центр села.                                                | 1961 р.                           | -                     | 17.12.1969 р. № 724  |
| 25.  | 1639          | Братська могила радянських воїнів Південного фронту і пам'ятник односельчанам.                               | Михайлівська с/р, с. Михайлівка, центрсела.                                               | 1957 р. рек. 1983 р.              | -                     | 17.12.1969 р. № 724  |
| 26.  | 1618          | Братська могила героїв громадянської війни, радянських воїнів і пам'ятник односельчанам.                     | Михайлівська с/р, с. Греково-Олександрівка, центр села.                                   | 1962 р.                           | -                     | 17.12.1969 р. № 724  |
| 27.  | 1643          | Братська могила радянських воїнів Південного фронту і пам'ятник односельчанам.                               | Михайлівська с/р, с. Зелений Гай, центр села.                                             | 1957 р.                           | -                     | 17.12.1969 р. № 724  |
| 28.  | 1642          | Братська могила радянських воїнів Південного фронту і пам'ятник односельчанам.                               | Михайлівська с/р, с. Зорі, центр села.                                                    | 1968 р.                           | -                     | 17.12.1969 р. № 724  |
| 29.  | 3107          | Могила Польшина П. В, воїна-афганця, рядового.                                                               | Михайлівська с/р, с. Новоолександрівка, цвинтар.                                          | 1988 р.                           | -                     | 14.07.1993 р. № 419  |
| 30.  | 1640          | Братська могила радянських воїнів і пам'ятник односельчанам.                                                 | Михайлівська с/р, с. Новоолександрівка, центр села.                                       | 1958 р.                           | -                     | 17.12.1969 р. № 724  |
| 31.  | 1973          | Братська могила радянських воїнів і пам'ятник односельчанам.                                                 | Михайлівська с/р, с. Радянське, центр села.                                               | 1968 р.                           | -                     | 19.04.1983 р. № 280р |
| 32.  | 1641          | Братська могила радянських воїнів Південного фронту і пам'ятник воїнам-односельчанам.                        | Михайлівська с/р, с. Садки, центр села.                                                   | 1962 р.                           | -                     | 17.12.1969 р. № 724  |
| 33.  | 1635          | Братська могила радянських воїнів Південного фронту і пам'ятник односельчанам.                               | Мічурінська с/р, с. Мічуріне, вул. Шевченка, центр села.                                  | 1950 р.                           | -                     | 17.12.1969 р. № 724  |
| 34.  | 1658          | Пам'ятник Е.Тельману, діячу міжнародного комуністичного руху.                                                | Мічурінська с/р, с. Мічуріне, вул. Шевченка.                                              | 1969 р.                           | -                     | 13.10.1971 р. № 481  |
| 35.  | 1636          | Братська могила радянських воїнів Південного фронту і пам'ятник односельчанам.                               | Мічурінська с/р, с. Богданівка, центр села.                                               | 1956 р.                           | -                     | 17.12.1969 р. № 724  |
| 36.  | 1638          | Братська могила радянських воїнів Південного фронту і пам'ятник односельчанам.                               | Мічурінська с/р, с. Красний Октябр, центр села.                                           | 1962 р.                           | -                     | 17.12.1969 р. № 724  |
| 37.  | 1637          | Братська могила радянських воїнів і пам'ятник односельчанам.                                                 | Мічурінська с/р, с. Розівка, центр села.                                                  | 1965 р.                           | -                     | 17.12.1969 р. № 724  |
| 38.  | 1644          | Братська могила радянських воїнів Південного фронту.                                                         | Новоселівська с/р, с. Новоселівка, вул. Центральна, парк.                                 | 1956 р.                           | -                     | 17.12.1969 р. № 724  |
| 39.  | 1645          | Братська могила радянських воїнів Південного фронту.                                                         | Новоселівська с/р, с. Кам'янка, перехрестя вул. Шкільної та вул. Центральної, сквер.      | 1956 р.                           | -                     | 17.12.1969 р. № 724  |
| 40.  | 1646          | Братська могила радянських воїнів і пам'ятник односельчанам.                                                 | Первомайська с/р, с. Первомайське, сквер у центрі села.                                   | 1959 р.                           | -                     | 17.12.1969 р. № 724  |
| 41.  | 1653          | Братська могила радянських воїнів Південного фронту.                                                         | Свободненська с/р, с. Свободне, центр села, сквер.                                        | 1959 р.                           | -                     | 17.12.1969 р. № 724  |
| 42.  | 1654          | Братська могила радянських воїнів Південного фронту.                                                         | Свободненська с/р, с. Дерсове, центр села.                                                | 1959 р.                           | -                     | 17.12.1969 р. № 724  |
| 43.  | 1648          | Братська могила радянських воїнів Південного фронту.                                                         | Старогнатівська с/р, с. Старогнатівка, центр.                                             | 1958 р.                           | -                     | 17.12.1969 р. № 724  |
| 44.  | 1649          | Меморіальний комплекс: Братська могила радянських воїнів. Пам'ятник Федякову І. Л., Герою Радянського Союзу. | Староласпинська с/р, с. Староласпа, центр, біля сільради.                                 | 1975 р.                           | -                     | 17.12.1969 р. № 724  |
| 45.  | 1651          | Братська могила радянських воїнів Південного фронту.                                                         | Староласпинська с/р, с. Біла Кам'янка, центр села.                                        | 1957 р.                           | -                     | 17.12.1969 р. № 724  |
| 46.  | 1650          | Братська могила радянських воїнів Південного фронту.                                                         | Староласпинська с/р, с. Новоласпа, центрсела.                                             | 1957 р.                           | -                     | 17.12.1969 р. № 724  |
| 47.  | 1656          | Пам'ятник В. І. Леніну                                                                                       | Тельманівський р-н Гранітненська с\р С. Гранітне вул. Р. Люксембург Біля Будинку культури | 1949                              |                       | 17.12.1969 р. № 724  |
| 48.  | 2099          | Пам'ятник воїнам Визволителям-танкістам                                                                      | Тельманівський р-н Коньківська с\р с. Конькове                                            | 1983                              | Архітектор Корниленко | 10.11.84 № 663       |